# Động đất Kashgar 2020

Động đất Kashgar 2020 (tiếng Trung: 2020年喀什地震) là trận động đất xảy ra vào lúc 21:27:56 (CST), ngày 19 tháng 1 năm 2020. Trận động đất có cường độ 6.0 hoặc 6.4 richter, tâm chấn độ sâu khoảng 5,6 km. Hậu quả trận động đất đã làm 1 người chết, 2 người bị thương.